# Euthalia lengba
Euthalia lengba är en fjärilsart som beskrevs av Robert Christopher Tytler. Euthalia lengba ingår i släktet Euthalia och familjen praktfjärilar. Inga underarter finns listade i Catalogue of Life.